# Universidad
Universidad è il capolinea sud della linea 3 della metropolitana di Città del Messico. È stata inaugurata il 30 agosto 1983.